# Cerkev Žalostne Matere Božje, Leskovec pri Krškem
Cerkev Žalostne Matere Božje v Leskovcu pri Krškem je župnijska cerkev Župnije Leskovec pri Krškem.

## Zgodovina
Cerkev je prvič omenjena leta 1274, čeprav je prav gotovo stala že mnogo prej. Zraven nje se je nahajala kostnica sv. Mihaela, o kateri danes ni več sledu. Cerkev je bila splošno znana kot Naša ljuba Gospa na jezeru, saj naj bi iz pokopališča, ki je obdajalo svetišče, odtekala voda. Sprva je bila posvečena Marijinem vnebovzetju, nekje konec srednjega veka pa so ji nadeli patrocinij Žalostne Matere Božje. To zgradbo je v 16. stoletju nadomestila nova cerkev.
Kakor piše Valvasor v svoji Slavi Vojvodine Kranjske, so sedanjo cerkev zgradili Kranjski deželni stanovi v zahvalo za zmago nad Turki. Ni povsem jasno, kateri dogodek je imel v mislih, vendar pa primerjava zgodovinskih okoliščin kakor tudi arhitekturnih značilnosti zgradbe predpostavlja, da naj bi šlo za namero obleganja Dunaja leta 1532, ki jo je sultan Sulejman I. naposled opustil. Ob vrnitvi v Beograd se je njegova vojska vračala čez Štajersko in Kranjsko in med pohodom plenila in pustošila. Da bi šlo za katerega od kasnejših vojnih konfliktov, je manj verjetno, saj so se deželni stanovi že okoli leta 1540 odločno nagibali k protestantizmu.

## Opis
Zunanjščina je v primerjavi z notranjščino znatno preprostejša in manj markantna. Zvonik ni poravnan z osjo ladje, kar namiguje, da je po nastanku starejši in da je nekoč stal samostojno oziroma bil vključen v obrambni sistem okoli cerkve. Prezbiterij je pravokoten in ravno zaključen. Cerkev ima dva portala: južnega in severnega. Oba nosita letnico 1770, severni, ki je nekoliko bogatejši, poleg nje še letnico 1897. Na zunanjščini je vzidan antični relief s krilatim likom, ki izvira iz bližnjega Neviodunuma, ter dva nagrobnika: prvi je nagrobnik župnika Andreja Svetlina iz leta 1856, drugi pa Arturja Paulina.
Notranjščino zaznamuje triladijska cerkev dvoranskega tipa. Za izredno širokim, a še vedno šilastim slavolokom, se nahaja prezbiterij, ki je nekoliko višji od glavne ladje. Glavni prostor sestavljajo štirje pari osemkotnih stebrov, ki so pri tleh brez baz, na vrhu pa imajo renesančne kapitele. Rebra v obokih so nekako izgubila konstrukcijsko vlogo in se s svojo krhkostjo zdijo le še kot poudarjeni robovi obokov. Prezbiterij je po svojih značilnostih iz okoli leta 1670, pri čemer je morda šlo za prizidek ali vsaj za temeljito prezidavo. Predhodni prezbiterij je bil domnevno tristrano zaključen ter rebrasto obokan, medtem  ko je sedanji banjasto obokan. V času baroka je cerkev dobila na južni strani prezbiterija prizidano kapelo Rožnovenske Matere Božje in pa pevski kor, ki je zidan in sloni na dveh slopih.
Glavni oltar iz druge polovice 17. stoletja je predstavnik zlatih oltarjev in velja za enega najlepših na Slovenskem. Izdelal ga je ljubljanski kipar in podobar Avguštin Ferfilla. Osrednji prostor zamejujeta dva uvita stebra z vzpenjajočo se trto, sredi med njima pa je niša z glavnim kipom Žalostne Matere Božje, ki je iz 19. stoletja. Stranski niši vsebujeta kipa sv. Petra in sv. Pavla. Naročnik oltarja, kakor po vsej verjetnosti tudi prezidave prezbiterija, je bil župnik Gašper Thunkelstainer. Stranska oltarja sta skromni poznobaročni marmorni arhitekturi iz leta 1777. V severnem je slika Marijinega kronanja, ki jo je naslikal Janez Andrej Herrlein leta 1775, v južnem pa slika sv. Družine iz leta 1936, ki jo je naslikal Slavko Pengov. Slednja je zamenjala pravtako Herrleinovo sliko sv. Boštjana in Fabijana. Rožnovenska kapela vsebuje rokokojski oltar s sliko Rožnovenske Matere Božje, sv. Dominika in sv. Katarine Sienske, ki jo je naslikal Valentin Metzinger verjetno v 40. letih 18. stoletja.
Za posebno znamenitost cerkve velja prižnica, ki velja za kvaliteten renesančni izdelek. Narejena je iz kamna in je osemkotne oblike, postavljena na okrogel steber, s čimer ima celota obliko keliha. Pravokotne stranice so bile na novo pobarvane. Prva na levi vsebuje nemške verze, ki jih je objavil že Valvasor. Nad njimi je grb, ki je po Valvasorjevi razlagi od gospodov Aichelburških. Ker je prižnica popolnoma renesančna, ni čisto jasno, ali je morda nastala še za staro cerkev ali že za novo. Črki M in D, ki sta ob grbu, bi se dalo tolmačiti kot latinsko letnico 1500, vendar se ta letnica zaradi preveč modernih oblik prižnice zdi prezgodnja. Druga možnost bi lahko bili inicialki župnika Martina Duelacherja, ki je prišel v Leskovec leta 1538 in bi bil potemtakem naročnik nove prižnice, s tem pa bi le-ta sovpadla s časom zidave nove cerkve.